# Фейдлімід мак Крімхайн

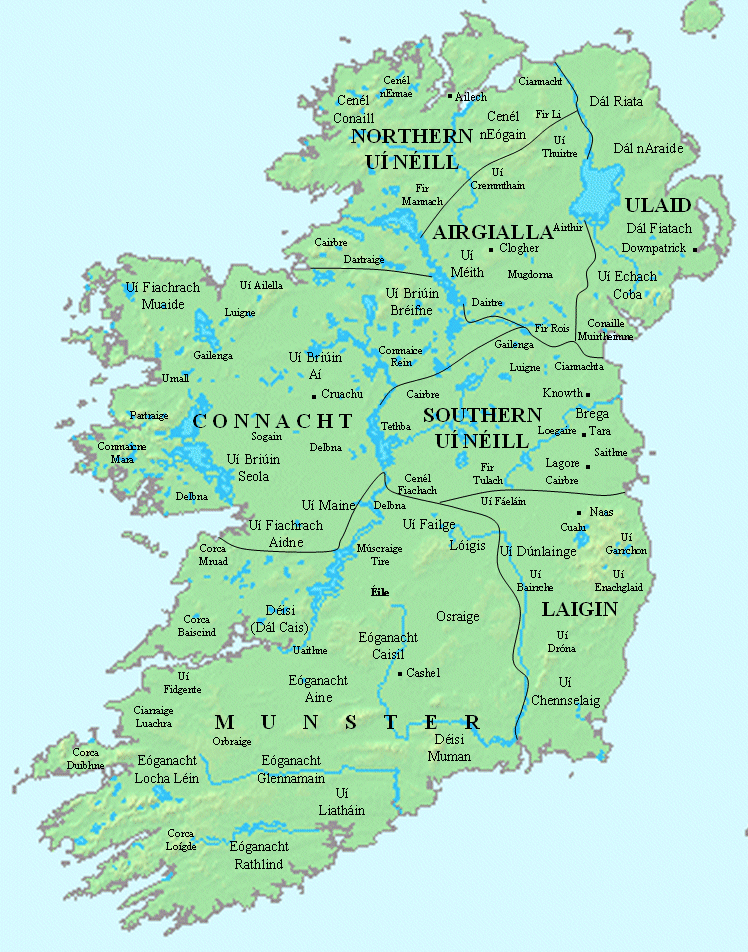
Королівства, племена, клани Ірландії в ранньому середньовіччі.

Фейдлімід мак Крімхайн — (ірл. — Feidlimid mac Crimthainn) — король Мюнстера (королівство в давній і середньовічній Ірландії). Час правління: 820—846. Абат Корка, абат Клонферта. Прихильник суворого християнського віровчення та монастирської школи (свого роду ордену) — Келі Де (ірл. — Céli Dé). За повідомленнями літописів південних королівств Ірландії — Мюнстера та Ленстера — був верховним королем Ірландії в 838—846 роках. Проте літописи північних королівств повідомляють зовсім іншу інформацію.

## Ранній період правління
Фейдлімід мак Крімхайн належав до гілки Кенел Фінгін (ірл. — Cenél Fíngin) роду Еогнахт Хайсіл (ірл. — Eóganacht Chaisil) клану Еогнахта (ірл. — Eóganachta). У літописах він відзначений як король, що проголосив незалежність королівства Мюнстер у 820 році. У 823 році сумісно з архієпископом Арми — Артрі мак Конхобаром (ірл. — Artrí mac Conchobar) проголосив «закон святого Патріка в Мюнстері». Вважав інших священиків та монахів, що не погоджувались з його релігійними поглядами, єретиками і ворогами. Розграбував і зруйнував монастир Галліни Британської, що був на території сучасного графства Оффалі. Монастир Делвна Бреаха (ірл. — Dealbhna Breatha) був спалений ним у 825 році. У 827 році відбулась перша зустріч Фейдліміда мак Крімхайна з Конхобаром мак Доннхада (ірл. — Conchobar mac Donnchada) — верховним королем Ірландії, «королем Тари», що належав до південних О'Нейлів.
У 830 році він напав і спалив монастирі в абатстві Форе (ірл. — Fore) на території сучасного графства Західний Міт. Тоді ж у Південному Галвеї він вбив О'Бруїна (ірл. — Uí Briúin) та Фолломана мак Донхада (ірл. — Folloman mac Donnchada) — брата верховного короля Ірландії. У 831 та 832 році Фейдлімід мак Крімхайн, об'єднавши армії Мюнстера та Ленстера захопив і розграбував східний Міт, розграбував землі Слане (ірл. — Slane). У цей же час Деалвна Беаха (ірл. — Dealbhna Beatha) з південної Оффалі тричі спалював монастир Клонмакнойс (ірл. — Clonmacnoise) — монастир Фейдліміда. Фейдлімід мак Крімхайн розірвав дружні стосунки з верховним королем Ірландії Конхобаром мак Доннхада і примкнув до його ворогів. У 833 році він розграбував монастирі клану Холмайн і подарував награбоване своїм власним монастирям. У 835 році він вбив Фергуса мак Бодхада (ірл. — Fergus mac Bodbchad) — короля Каррайк-Брахайде (ірл. — Carraic-Brachaidhe), що було розташоване на північному заході Ірландії — в Інішоуен.

## На вершині влади
У 836 році Фейдлімід мак Крімхайн захопив монастир Кілдару, виступив проти Форіндана (ірл. — Forindán) — абата Арми, захопив його і кинув у в'язницю. Можливо причина конфлікту була зовсім не в релігійній площині і не в тонкощах віровчення чи монастирських уставів — Фейдлімід хотів кинути виклик верховному королю — Ніаллу Кайлле мак Аеда. У 838 році Ніалл Кайлле та Фейдлімід провели рігдал (ірл. — rígdal) — зустріч королів або в Клонкуррі, або в Клонферті. Південні джерела, такі як «Літопис Іннісфаллена», повідомляють, що на цій зустрічі Ніалл Кайлле мак Аеда визнав Фейдліміда мак Крімхайна як верховного короля Ірландії, але північні джерела, такі як «Літопис Ольстера» про це мовчать. У той же рік він став абатом Клонферті.
У 840 році він спустошив Міде, Брегу і дійшов до Тари (ірл. — Temhar). У літописах є короткий вірш про це: «Федлімід є королем
За один день зусиль
Він захопив Коннаут без бою
І спустошив Міде.»

## Поразка і смерть
Так чи інакше, але угоди зустрічі королів не поклали край конфлікту. У 840 році Фейдлімід мак Крімхайн повів військо на пагорби Тари — центр володінь верховних королів Ірландії і зупинився там. У цей час Ніалл Кайлле мак Аеда знову плюндрував землі на південь від Оффалі знищуючи союзників Фейдліміда. Вони обидва вели війну на землях супротивника, але не зустрічались у бою до 841 року. Зітнулись на рівнині Маг н-Охтайр (ірл. — Mag nÓchtair) біля Клонкуррі. Ніалл Кайлле мак Аеда здобув перемогу в цій битві. Вірш, який наведений у «Літописах Ольстера» говорить про це так: 
«Жезл побожного Фейдліміда
Впав на чорну землю
І був підібраний Ніаллом — сильним в бою
По праву переможця, по праву меча.»
Фейдлімід отримав поразку, але лишився живий і зберіг за собою трон та корону Мюнстера. Він правив Мюнстером ще кілька років і ніколи більше не вів військові дії на півночі Ірландії Помер у 847 році від хвороби.
Про причини його смерті нічого не пише «Літопис Ольстера». Інші джерела розповідають, що помер він у монастирі святого Кіерана (ірл. — St. Kieran) — покровителя Клонмакнойса. Літописи пишуть, що смерть прийшла до нього як кара за пограбування монастирів. У «Літописі Кнонмакнойса» написано так: «Після його повернення в Мюнстер у наступному році його наздогнала хвороба. Хворого короля поклали в ліжко в обителі святого Вуерана. Там до нього прийшла смерть. І попри його чисельні гріхи він був зарахований книжниками до відлюдників та схимників Ірландії».